# Delegado Christiano Xavier
Delegado Christiano Xavier (Belo Horizonte), é um político brasileiro e delegado de polícia, filiado ao PSD. Nas eleições de 2022, foi eleito deputado estadual por Minas Gerais.
Foi prefeito de Santa Luzia por dois mandatos consecutivos, de 13 de julho de 2018 a 31 de dezembro de 2020, após vencer a eleição suplementar de 24 de junho de 2018, e de 1º de janeiro de 2021 a 31 de março de 2022, renunciando ao cargo executivo para concorrer a eleição para deputado estadual.